# Fleimstalské Alpy

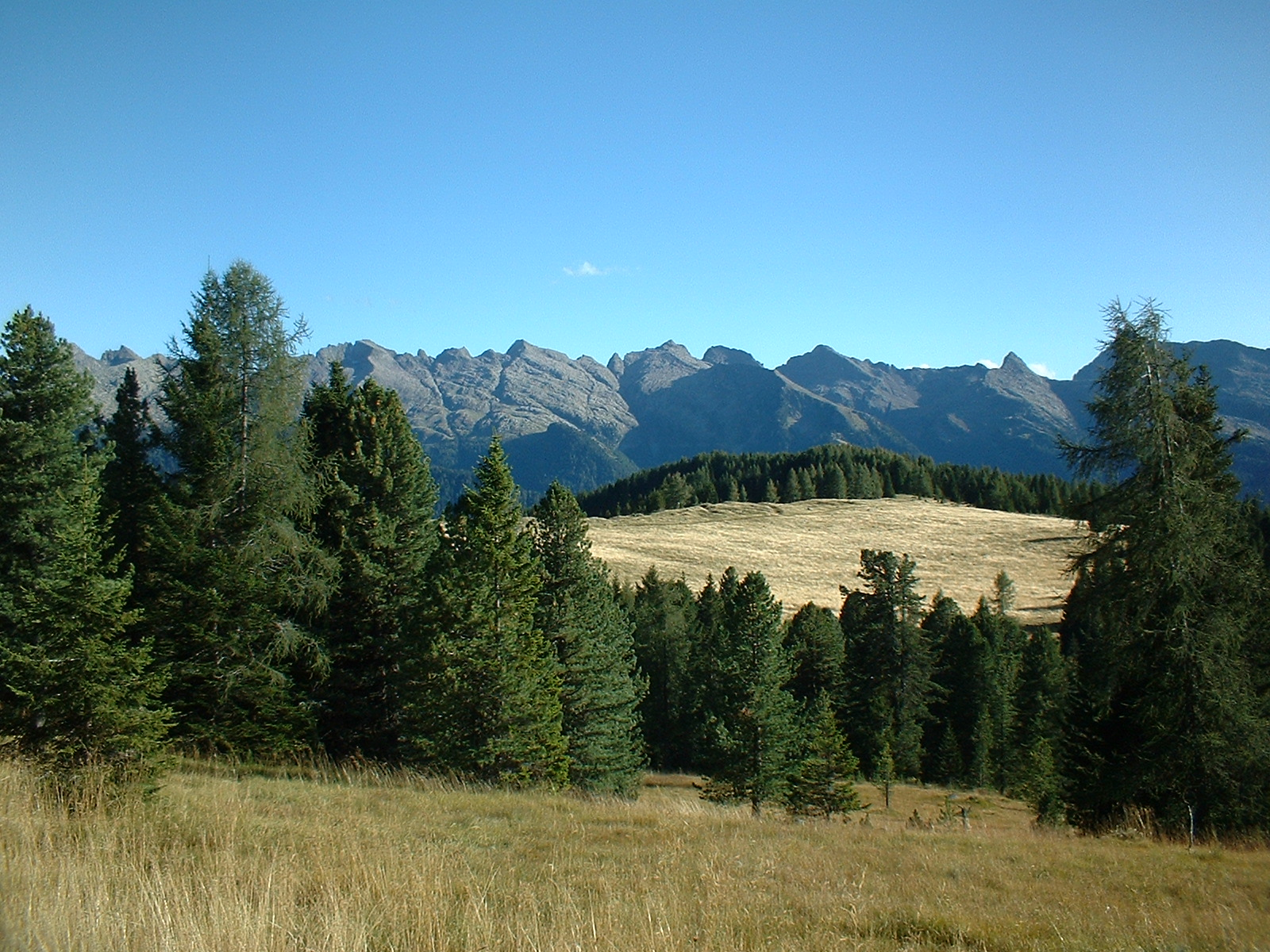
Catena di Lagorai

Fleimstalské Alpy jsou pohoří nacházející se v severní Itálii v autonomní oblasti Tridentsko-Horní Adiže. Geograficky patří do Východních Alp. Masiv tvoří žulový podklad s vyvřelinami, který zde vytvořil dlouhý řetěz hor. Od sousedních Dolomit se tedy hory zásadně odlišují stavbou a charakterem.

## Poloha
Rozloha pohoří je 1650 km². Pohoří leží severně od toku řeky Brenta. Na severu sousedí s masivem Latemar v Dolomitech, od kterého jej odděluje údolí řeky Avisio. Doliny Val di Fiemme a Val di Cembra ohraničují pohoří na jihozápadě. Západ území je ohraničen tokem řeky Adige.

## Geografie
Horstvo nejvíce připomíná Vysoké Tatry a dělí se na tři celky. Jedním z nich je samotný hřeben Catena di Lagorai, dále skalní masiv v okolí nejvyššího vrcholu Cima d´Asta a skupina Calisio. Pohoří je poměrně málo osídlené a svými dlouhými hřebeny je ideálním terénem pro treking a horskou turistiku.

### Vrcholy
- Cima d'Asta (2847 m)
- Cima di Cece (2754 m)
- Monte Stelle delle Sute (2615 m)
- Colbricon (2602 m)
- Monte Croce (2488 m)

## Turistická centra
- Cavalese
- Levico Terme
- Nova Ponente
- Predazzo
- San Martino di Castrozza
- Tesero
- Ziano di Fiemme